# Minettia pirioni
Minettia pirioni är en tvåvingeart som beskrevs av Malloch 1933. Minettia pirioni ingår i släktet Minettia och familjen lövflugor. Inga underarter finns listade i Catalogue of Life.